# Villa Sanoer
Villa Sanoer, ook bekend als De Burlenburgh, is een villa en een landgoed aan de Geertjesweg in de Nederlandse stad Wageningen. Het is ontstaan aan het einde van de negentiende eeuw.
De familie de Vries die zijn geld had verdiend met de handel in Nederlands-Indië kocht negen hectare land in de Wageningse Eng. In 1887 gaf de familie opdracht aan Johan Lombard om een tuinontwerp te maken dat werd gerealiseerd van 1889 tot 1891. Het landhuis zelf werd in 1906 en 1907 gebouwd en was een pension. De villa werd vernoemd naar het dorp Sanur op Bali.
Na jaren van leegstand werd de villa in 1937 verkocht aan J.E. van de Westeringh. Het bleef een pension en er werden kamers verhuurd aan studenten. In de Tweede Wereldoorlog zijn het huis en het landgoed zwaar beschadigd. Na de oorlog is het in de loop der jaren opgeknapt.
Een van de studenten die op Sanoer woonden, was Robert Best (1927-2019), die tropische landbouw studeerde. Vanaf 1953 tot zijn overlijden heeft hij zijn kamer altijd aangehouden, ook in tijden dat hij in het buitenland werkte. In 1980 kocht hij het huis. Hij woonde er te midden van studenten die alle behoren tot de W.S.V. Ceres.
Voorjaar 2015 is Villa Sanoer als gemeentelijk monument aangewezen.